# Apenisa Kurisaqila
Le docteur Apenisa Neori Kurisaqila, né le 13 novembre 1933, est un médecin, joueur de rugby et homme politique fidjien.

## Biographie
Après ses études à l'École centrale de Médecine des Fidji, il est médecin successivement à trois hôpitaux fidjiens - à Suva, à Savusavu et à Lautoka. Dans le même temps, il est membre de l'équipe des Fidji de rugby à XV et participe à des tournées en Nouvelle-Zélande en 1957 et en Australie en 1961. En 1962 il est le sélectionneur de l'équipe fidjienne en tournée au pays de Galles, en Irlande et au Canada. Il reprend ses études dans les années 1970, étudiant la santé maternelle et des enfants à des hôpitaux de Perth puis de Melbourne en Australie, puis au Royaume-Uni les maladies tropicales des enfants à des hôpitaux de Newcastle-upon-Tyne, de Londres, d'Edimbourg et de Liverpool. De retour aux Fidji, il quitte le service public en 1979 et s'établit à son compte comme pédiatre.
Il entre en politique en étant élu député de la province de Nadroga et de Navosa à la Chambre des représentants aux élections de 1982, sous les couleurs du parti de l'Alliance. Il est alors fait ministre de la Santé et de la Sécurité sociale dans le gouvernement de Ratu Sir Kamisese Mara. Réélu député aux élections d'avril 1987, il siège sur les bancs de l'opposition au gouvernement de coalition de centre-gauche de Timoci Bavadra, jusqu'à ce que celui-ci soit renversé par un coup d'État militaire de suprémacistes autochtones le mois suivant. Il accepte d'être le ministre de la Santé de mai à décembre 1987 dans le régime militaire qui s'ensuit, puis dans le gouvernement par intérim que mène Ratu Mara jusqu'en 1992.
Il retrouve son siège de député aux élections législatives de 1992, sous l'étiquette cette fois du parti Soqosoqo ni Vakavulewa ni Taukei, parti initié par le Grand Conseil des Chefs pour rassembler et représenter la communauté ethnique autochtone en accord avec les visées des coups d'État de 1987 : défendre la prééminence des intérêts de cette communauté. Il est alors élu président de la Chambre des représentants par ses pairs. Il est réélu à cette fonction à l'issue des élections anticipées de 1994, et à nouveau après les élections de 1999 remportées par l'opposition travailliste : Pour ce troisième mandat à la présidence de la Chambre, il est nommé à la fois par le nouveau Premier ministre, Mahendra Chaudhry, et par le vice-chef de l'opposition parlementaire, David Pickering,,. Dans le même temps, il est le président de la Fédération fidjienne de rugby à XV.
Il préside ainsi la session de la Chambre qui est interrompue par les hommes en armes de George Speight lors du coup d'État paramilitaire de mai 2000. Il informe les intrus que leurs actes sont illégaux. George Speight ordonne aux députés de la droite autochtone d'évacuer les lieux pendant que les députés du gouvernement de gauche seraient pris en otages, et menace de les abattre. Apenisa Kurisaqila rétorque : « Abattez-moi en premier ». Les putschistes tirent des coups de feu au plafond et, sous la menace des armes, Kurisaqila est finalement contraint de quitter la Chambre avec les députés d'opposition. 
Il ne se représente pas aux élections de 2001, et met ainsi un terme à sa carrière politique.